# Курочкин, Николай Николаевич
Николай Николаевич Курочкин (род. 3 декабря 1976, Усть-Каменогорск) — казахстанский хоккеист, нападающий. Мастер спорта международного класса. Тренер.

## Биография
Воспитанник усть-каменогорского хоккея. Начинал играть в местной команде «ШВМС-Таврия» в сезоне 1991/92. В сезоне 1994/95 играл за СК ГШУ Белово. Бо́льшую часть карьеры провёл в команде «Металлург» Новокузнецк (1995/96 — 1998/99, 2000/01 — 2004/05). Играл за «Салават Юлаев» (1998/99 — 1999/2000), «Нефтяник» Альметьевск (1999/2000). Сезон 2005/06 начал в петербургском СКА. Провёл три матча, в которых набрал 2 (1+1) очка и в начале ноября был освобождён из команды.
Призёр чемпионата России 1999/2000.
Участник чемпионатов Азии и Океании среди юниоров в составе сборной Казахстана.
Окончил Алтайский государственный университет, Высшую школу тренеров Сибирского государственного университета физической культуры и спорта.
Тренер юношеских команд омского «Авангарда», «Сочинских дельфинов», «Черномора».